# (2791) Paradise
Pour les articles homonymes, voir Paradise.
(2791) Paradise est un astéroïde de la ceinture principale.

## Description
(2791) Paradise est un astéroïde de la ceinture principale. Il fut découvert le 13 février 1977 à l'observatoire Palomar par Schelte J. Bus. Il présente une orbite caractérisée par un demi-grand axe de 2,40 UA, une excentricité de 0,17 et une inclinaison de 31,1° par rapport à l'écliptique.